# Cratere Travers
Travers è un cratere sulla superficie di Mercurio.